# Robert Spall
Pour les articles homonymes, voir Spall (homonymie).
Robert Spall, VC (5 mars 1890 à Brentford en Angleterre – 13 août 1918 en France) est un militaire canadien titulaire de la croix de Victoria, la plus haute récompense des forces du Commonwealth. Il était âgé de 25 ans, portait le grade de sergent et servait au sein du Princess Patricia's Canadian Light Infantry dans la Force expéditionnaire canadienne durant la Première Guerre mondiale au moment de sa mort au combat. 

## Biographie
Le 13 août 1918 près de Parvillers en France, le sergent Spall durant une contre-attaque ennemie alors que son peloton était isolé pris une mitrailleuse Lewis et monta sur le parapet pour tirer en direction de l'ennemi infligeant ainsi de nombreuses pertes. Ensuite, il retourna dans la tranchée pour diriger ses hommes vers une autre tranchée, 75 verges plus loin et en reprenant une autre mitrailleuse Lewis remonta sur le parapet et tira pour retenir l'ennemi. Il était en train de retenir l'ennemi alors qu'il fut tué. Il a donné délibérément sa vie afin de permettre à son peloton de s'exfiltrer.

## Crédits
- (en) Cet article est partiellement ou en totalité issu de l’article de Wikipédia en anglais intitulé « Robert Spall » (voir la liste des auteurs).